# Kazu Naoki
Kazu Naoki (jap. 直木 和, Naoki Kazu; * 23. März 1918; † 1945/46) war ein japanischer Fußballspieler.

## Nationalmannschaft
1940 debütierte Naoki für die japanische Fußballnationalmannschaft.